# Albert Azzo II de Milà
Albert Azzo II (Mòdena, 997 o 10 juliol 1009 - 20 d'agost de 1097), fou marcgravi de Milà i Ligúria, comte de Gavello i Pàdua, Rovigo, Lunigiana, Monselice i Montagnana; el nom deriva d'Albertezzo II, i va ser un poderós noble al Sacre Imperi Romanogermànic a Itàlia. Se'l considera el fundador de la Casa d'Este, ja que fou el membre de la primera família que va residir a Este, una població prop de Pàdua.
Albert Azzo II va ser l'únic fill d'Albert Azzo I, marcgravi de Milà. Va heretar del seu pare els seus càrrecs al voltant de 1020, i va augmentar contínuament les seves propietats al nord d'Itàlia. En 1063, va tractar d'adquirir el comtat del Maine pel seu fill Hug, perquè la dona d'Albert Azzo (i mare d'Hug), Garsenda, era cohereva de l'anterior comte del Maine Herbert II com filla del comte Herbert I. Hug va ser declarat compte, però no va poder imposar-se contra el duc Robert I Corteheuse de Normandia, que havia estat promès a la darrera hereva Margarida del Maine (+ 1063) germana del comte Herbert II. No obstant Hug va acabar sent compte el 1069 (Hug V del Maine) fins al 1093 quan va vendre els seus drets al seu cosí Elies de Beaugency.
A la Querella de les Investidures entre Enric IV, emperador, i el papa Gregori VII, Albert Azzo va intentar intervenir, però més tard es va unir al bàndol del papa. Al voltant 1073 va construir el castell d'Este que va convertir en la seva residència, de la qual cosa deriva el nom de la casa d'Este que va agafar la dinastia. Abans del seu projecte de construcció, Este era poc més que un poble.
El seu fill Welf IV d'Altdorf (del seu primer matrimoni) es va traslladar a Alemanya, primer a Caríntia i després a Baviera, donant lloc a una de les famílies més importants de la història europea, els güelfs (Welfs). Això al seu torn va conduir en última instància a l'ascensió al tron anglès el 1714 amb Jordi I d'Anglaterra. Un altre fill Fulcó I de Milà (del seu segon matrimoni), va ser la primera persona documentada a utilitzar el títol de "marquès d'Este".

## Família
Albert Azzo II es va casar amb Gwendolyn (també anomenada Khuniza), la filla del comte Welf II d'Altdorf, el 1036. Van tenir un fill conegut:
- Welf o Güelf I (mort 6 de novembre de 1101 a Pafos, Xipre) duc de Baviera des 1070-1077 i des 1096 fins a la seva mort. El primer membre de la branca Welf de la Casa d'Este.

El seu segon matrimoni va ser amb Garsenda, filla de Herbert I, comte del Maine, al voltant, 1050. Van tenir els següents fills coneguts:
- Fulcó I, marcgravi de Milà, després marcgravi o marquès d'Este (mort en 1128) avantpassat, de la branca italiana de la casa d'Este
- Hug V, comte del Maine (mort en 1131), no va tenir successió

Algunes fonts diuen que es va casar amb Vitalia Orseolo, filla de Pedro Orseolo d'Hongria. Haurien tingut una filla de nom Itta.
Va tenir també una relació extra-marital amb Matilde, germana de Guillem, bisbe de Pàdua, amb qui va tenir una filla anomenada Adelàsia, que es va casar Guglielmo Adelardi.